# Guimps
Guimps és un municipi francès situat al departament del Charente i a la regió de la Nova Aquitània. L'any 2007 tenia 498 habitants.

## Demografia

### Població
El 2007 la població de fet de Guimps era de 498 persones. Hi havia 200 famílies de les quals 36 eren unipersonals (20 homes vivint sols i 16 dones vivint soles), 72 parelles sense fills, 80 parelles amb fills i 12 famílies monoparentals amb fills.
La població ha evolucionat segons el següent gràfic:
Habitants censats

### Habitatges
El 2007 hi havia 222 habitatges, 202 eren l'habitatge principal de la família, 16 eren segones residències i 4 estaven desocupats. 218 eren cases i 2 eren apartaments. Dels 202 habitatges principals, 166 estaven ocupats pels seus propietaris, 18 estaven llogats i ocupats pels llogaters i 18 estaven cedits a títol gratuït; 2 tenien una cambra, 2 en tenien dues, 21 en tenien tres, 51 en tenien quatre i 126 en tenien cinc o més. 161 habitatges disposaven pel capbaix d'una plaça de pàrquing. A 89 habitatges hi havia un automòbil i a 101 n'hi havia dos o més.

### Piràmide de població
La piràmide de població per edats i sexe el 2009 era:
| Homes | Edats   | Dones |
| ----- | ------- | ----- |
| 1     | 95 o +  | 1     |
| 1     | 90 a 94 | 2     |
| 3     | 85 a 89 | 2     |
| 4     | 80 a 84 | 3     |
| 10    | 75 a 79 | 15    |
| 15    | 70 a 74 | 13    |
| 14    | 65 a 69 | 21    |
| 7     | 60 a 64 | 13    |
| 15    | 55 a 59 | 5     |
| 24    | 50 a 54 | 16    |
| 12    | 45 a 49 | 17    |
| 27    | 40 a 44 | 24    |
| 16    | 35 a 39 | 21    |
| 20    | 30 a 34 | 19    |
| 7     | 25 a 29 | 8     |
| 12    | 20 a 24 | 12    |
| 17    | 15 a 19 | 18    |
| 17    | 10 a 14 | 18    |
| 15    | 5 a 9   | 13    |
| 7     | 0 a 4   | 8     |

## Economia
El 2007 la població en edat de treballar era de 320 persones, 245 eren actives i 75 eren inactives. De les 245 persones actives 230 estaven ocupades (130 homes i 100 dones) i 16 estaven aturades (6 homes i 10 dones). De les 75 persones inactives 24 estaven jubilades, 28 estaven estudiant i 23 estaven classificades com a «altres inactius».

### Ingressos
El 2009 a Guimps hi havia 193 unitats fiscals que integraven 482 persones, la mediana anual d'ingressos fiscals per persona era de 17.165 €.

### Activitats econòmiques
Dels 18 establiments que hi havia el 2007, 4 eren d'empreses alimentàries, 1 d'una empresa de fabricació d'altres productes industrials, 8 d'empreses de construcció, 3 d'empreses de comerç i reparació d'automòbils, 1 d'una empresa de transport i 1 d'una empresa de serveis.
Dels 8 establiments de servei als particulars que hi havia el 2009, 3 eren guixaires pintors, 1 fusteria, 1 lampisteria, 2 electricistes i 1 empresa de construcció.
L'únic establiment comercial que hi havia el 2009 era una fleca.
L'any 2000 a Guimps hi havia 55 explotacions agrícoles que ocupaven un total de 1.520 hectàrees.

## Equipaments sanitaris i escolars
El 2009 hi havia una escola elemental integrada dins d'un grup escolar amb les comunes properes formant una escola dispersa.

## Poblacions més properes
El següent diagrama mostra les poblacions més properes.